# Museo de Linneo
El Museo de Linneo (en sueco: Linne Museum) es un museo del hogar de Carlos Linneo, y un pequeño jardín botánico, que se encuentra en Uppsala, Suecia, estando administrado por la Sociedad Lineana Sueca.

## Localización
Linne Museum, Svartbäcksg. 27 Uppsala, Uppsala län S-750 15 Sverige-Suecia
Planos y vistas satelitales.59°51′44″N 17°38′2″E / 59.86222, 17.63389
El "Jardín Linnaeus en Uppsala" (Linnéträdgården), adyacente al museo de Linneo es jardín botánico satélite del central Jardín botánico de la Universidad de Uppsala.

## Historia

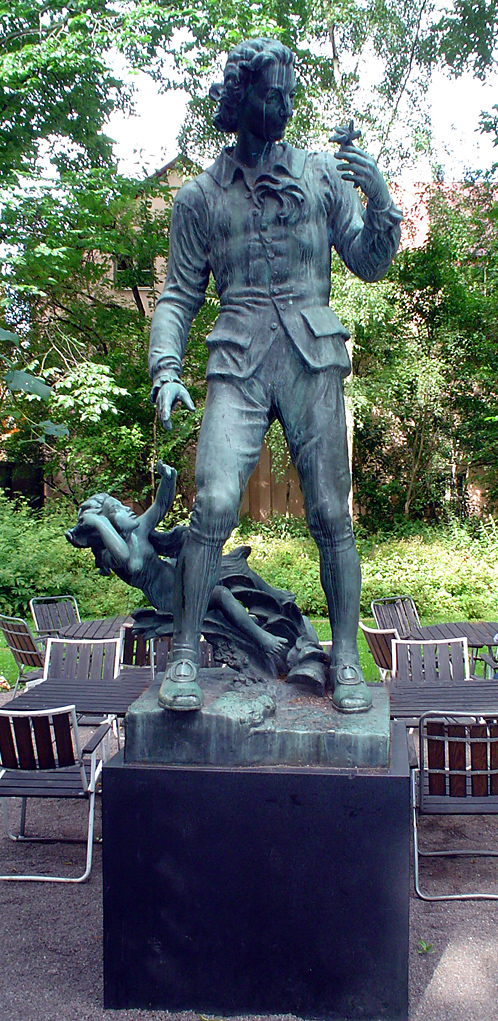
Estatua de Carlos Linneo en el jardín junto a la casa.

Carl Linnaeus fue nombrado para un puesto de profesor en Uppsala unos años más tarde, y se trasladó a Svartbäcksgatan a lo que hoy es el Museo de Linneo y el Jardín Linnaeus (Linnéträdgården).
La casa fue construida en 1693 por el primer inquilino Olof Rubbeck, que era profesor de medicina, botánico, historiador, inventor y arquitecto. Fue Rubbeck quien había fundado el jardín botánico académico en 1655.
Tanto la casa como el jardín estaban en mal estado cuando la familia Linnaeus planeaba mudarse, y la casa fue reformada. La planta baja se preparó como un hogar para la familia. El piso de arriba se utilizaba como un gabinete científico con un salón de actos, biblioteca, estudio y salas de las colecciones.
Durante el tiempo de Linneo, la casa y el jardín se convirtieron en un centro internacional para la investigación médica y científica. Fue aquí donde Linnaeus enseñó, llevando a cabo la investigación, escribió sus trabajos pioneros y llevó a cabo su extensa correspondencia.
Los envíos de especímenes de semillas, plantas y animales procedentes de todo el mundo fueron enviados a Linnaeus aquí.
En 1741, Carlos Linneo, profesor de Medicina en la Universidad de Uppsala, fue el responsable del entonces descuidado jardín fundado por Olof Rubbeck. En su supervisión como director de éste, lo convirtió en uno de los jardines principales de su tiempo.
Por medio de contactos con científicos en todo el mundo, Linneo pudo reunir miles de plantas extranjeras, algunas de ellas por primera vez en Suecia. Este jardín botánico fue reconstruido según el plan original de Linneo a partir de 1745.

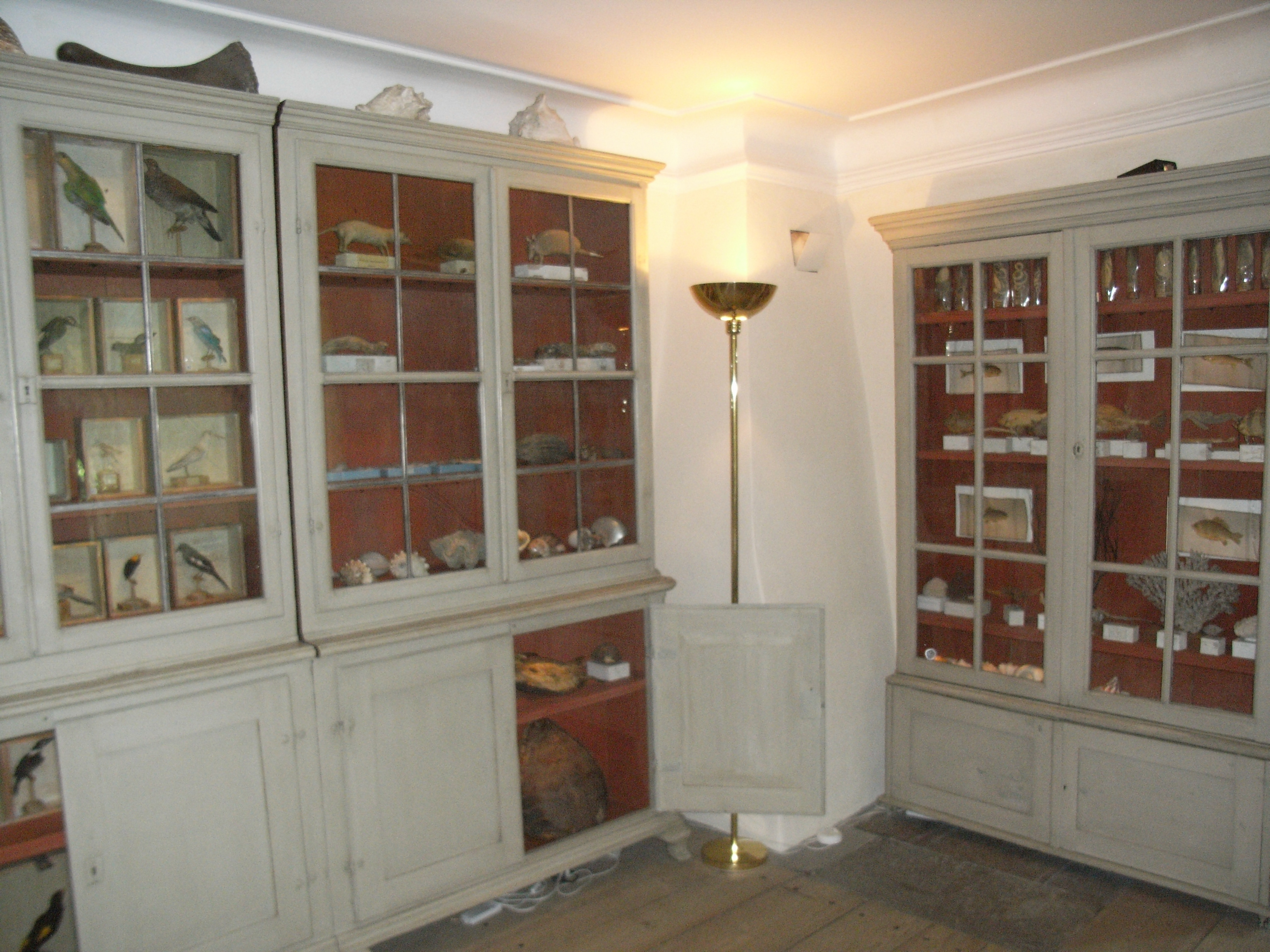
Gabinete científico con animales disecados.

El viejo jardín botánico pasado el tiempo fue dejado a la desidia. En 1917 fue comprado por la Sociedad Lineana Sueca y restaurado según la descripción detallada que aparece en el Hortus Upsaliensis, siendo el actual Jardín botánico de Linneo en Uppsala.
Más adelante el jardín pasó a ser administrado por la Universidad, mientras que el Museo de Linneo albergado en la casa en la cual Linneo tuvo su hogar entre 1743 y 1778 todavía está administrado por la Sociedad Lineana Sueca.

## Colecciones
El museo consta de las siguientes secciones:
- Planta baja, vivienda y muebles de Carlos Linneo.
- Parte superior de la casa con gabinete científico con colecciones de animales disecados.
- Pequeño jardín botánico ambientado con las plantas comunes de la época y las placas identificativas de entonces, acondicionado en el huerto que rodea la vivienda.